# Mandres-sur-Vair
Pour les articles homonymes, voir Mandres (homonymie).
Mandres-sur-Vair est une commune française située dans le département des Vosges en région Grand Est.
Ses habitants sont appelés les Mandrions.

## Géographie

### Localisation
La commune est à 7,6 km de Vittel, 14,5 de Châtenois et 50 d'Épinal. 

### Géologie et relief
Hydrogéologie et climatologie : [ Système d’information pour la gestion des eaux souterraines du bassin Rhin-Meuse] :
Territoire communal : Occupation du sol (Corinne Land Cover); Cours d'eau (BD Carthage),
Géologie : Carte géologique; Coupes géologiques et techniques,
 Hydrogéologie : Masses d'eau souterraine; BD Lisa; Cartes piézométriques.
La Vallée du Vair et Norroy : Zone naturelle d'intérêt écologique, faunistique et floristique (ZNIEFF) Voge et Bassigny.

### Sismicité
Commune située dans une zone 1 de sismicité très faible.

### Climat
Pour des articles plus généraux, voir Climat du Grand Est et Climat des Vosges.
En 2010, le climat de la commune est de type climat des marges montargnardes, selon une étude du Centre national de la recherche scientifique s'appuyant sur une série de données couvrant la période 1971-2000. En 2020, Météo-France publie une typologie des climats de la France métropolitaine dans laquelle la commune est exposée à un climat océanique altéré et est dans la région climatique  Lorraine, plateau de Langres, Morvan, caractérisée par un hiver rude (1,5 °C), des vents modérés et des brouillards fréquents en automne et hiver. 
Pour la période 1971-2000, la température annuelle moyenne est de 9,5 °C, avec une amplitude thermique annuelle de 16,8 °C. Le cumul annuel moyen de précipitations est de 922 mm, avec 13,1 jours de précipitations en janvier et 9,3 jours en juillet. Pour la période 1991-2020, la température moyenne annuelle observée sur la station météorologique de Météo-France la plus proche, « Lignéville », sur la commune de Lignéville à 8 km à vol d'oiseau, est de 10,3 °C et le cumul annuel moyen de précipitations est de 856,3 mm. 
La température maximale relevée sur cette station est de 38,7 °C, atteinte le 25 juillet 2019 ; la température minimale est de −17,5 °C, atteinte le 20 décembre 2009,,. 
Les paramètres climatiques de la commune ont été estimés pour le milieu du siècle (2041-2070) selon différents scénarios d'émission de gaz à effet de serre à partir des nouvelles projections climatiques de référence DRIAS-2020. Ils sont consultables sur un site dédié publié par Météo-France en novembre 2022.

### Intercommunalité
Commune membre de la Communauté de communes Terre d'Eau.

### Hydrographie et les eaux souterraines

#### Réseau hydrographique
La commune est située dans le bassin versant de la Meuse au sein du bassin Rhin-Meuse. Elle est drainée par le Vair, le ruisseau d'Arceau, le ruisseau de Froide Fontaine, le ruisseau de la Fontaine Fauvelle, le ruisseau de St-Maurice et le ruisseau de St-Pierre,.
Le Vair, d'une longueur totale de 65,3 km, prend sa source dans la commune de Dombrot-le-Sec et se jette dans la Meuse à Maxey-sur-Meuse, en limite avec Greux, après avoir traversé 23 communes.

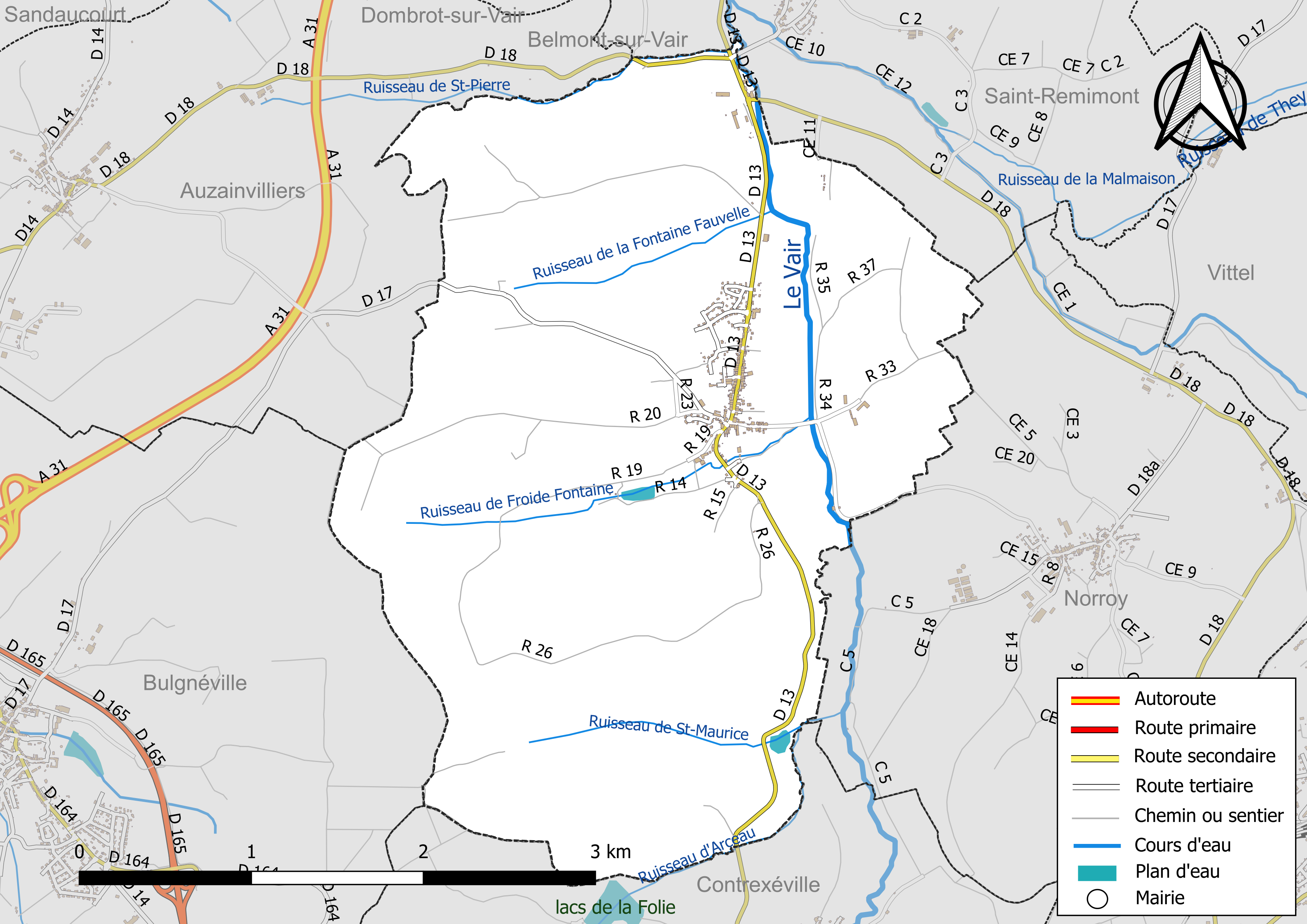
Réseaux hydrographique et routier de Mandres-sur-Vair.

#### Gestion et qualité des eaux
Le territoire communal est couvert par le schéma d'aménagement et de gestion des eaux (SAGE) « Nappe des Grès du Trias Inférieur ». Ce document de planification, dont le territoire comprend le périmètre de la zone de répartition des eaux de la nappe des Grès du trias inférieur (GTI), d'une superficie de 1 497 km2,  est en cours d'élaboration. L’objectif poursuivi est de stabiliser les niveaux piézométriques de la nappe des GTI et atteindre l'équilibre entre les prélèvements et la capacité de recharge de la nappe. Il doit être cohérent avec les objectifs de qualité définis dans les SDAGE Rhin-Meuse et Rhône-Méditerranée. La structure porteuse de l'élaboration et de la mise en œuvre est le conseil départemental des Vosges.
La qualité des eaux de baignade et des cours d’eau peut être consultée sur un site dédié géré par les agences de l’eau et l’Agence française pour la biodiversité.

## Urbanisme

### Typologie
Au 1er janvier 2024, Mandres-sur-Vair est catégorisée commune rurale à habitat dispersé, selon la nouvelle grille communale de densité à sept niveaux définie par l'Insee en 2022.
Elle est située hors unité urbaine. Par ailleurs la commune fait partie de l'aire d'attraction de Vittel - Contrexéville, dont elle est une commune de la couronne,. Cette aire, qui regroupe 72 communes, est catégorisée dans les aires de moins de 50 000 habitants,.

### Occupation des sols
La commune dispose d'un plan local d'urbanisme,,.
L'occupation des sols de la commune, telle qu'elle ressort de la base de données européenne d’occupation biophysique des sols Corine Land Cover (CLC), est marquée par l'importance des forêts et milieux semi-naturels (49,9 % en 2018), une proportion identique à celle de 1990 (49,9 %). La répartition détaillée en 2018 est la suivante : 
forêts (49,9 %), prairies (36,1 %), zones agricoles hétérogènes (7,5 %), zones urbanisées (3,6 %), terres arables (2,9 %). L'évolution de l’occupation des sols de la commune et de ses infrastructures peut être observée sur les différentes représentations cartographiques du territoire : la carte de Cassini (XVIIIe siècle), la carte d'état-major (1820-1866) et les cartes ou photos aériennes de l'IGN pour la période actuelle (1950 à aujourd'hui).

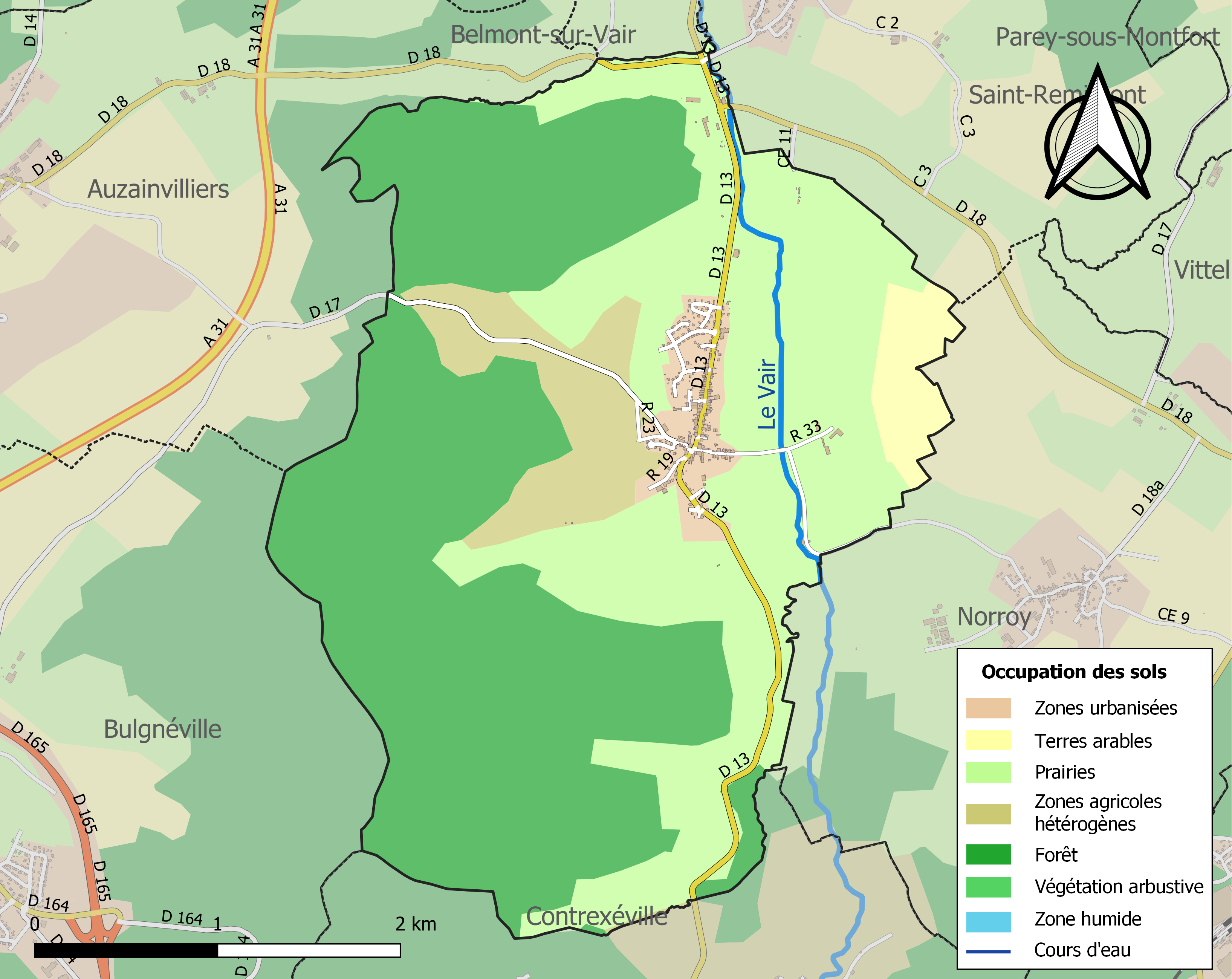
Carte des infrastructures et de l'occupation des sols de la commune en 2018 (CLC).

### Voies de communications et transports

#### Voies routières
- A31 (aussi appelée autoroute de Lorraine-Bourgogne). Échangeurs Bulgnéville, Châtenoi, Robécourt.

#### Transports en commun
- Fluo Grand Est.

#### Lignes SNCF

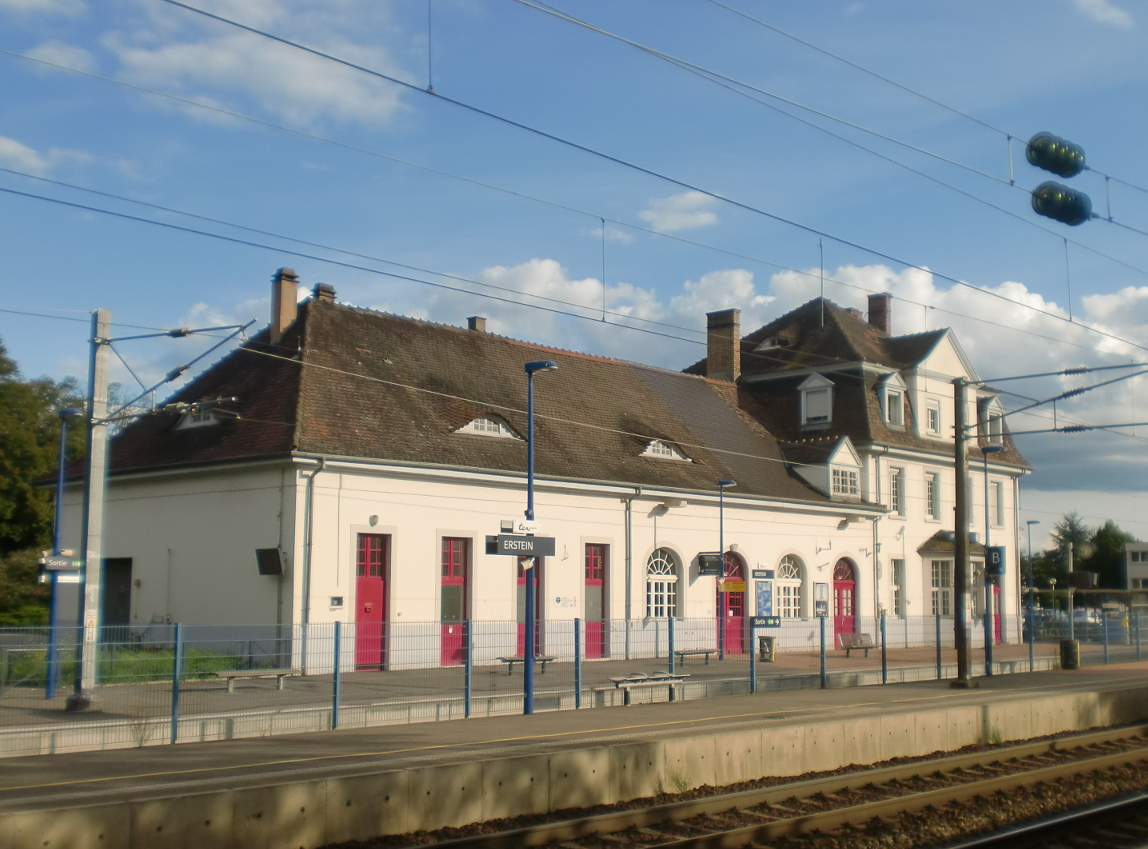
Gare de Vittel.

- Gare de Vittel,
- Gare de Contrexéville,
- Gare d'Hymont - Mattaincourt,
- Gare de Neufchâteau.

#### Transports aériens
- Aéroport d'Épinal-Mirecourt.

## Toponymie
Le nom de la localité est attesté sous les formes In Mandris (1033) ; Mandalas (1123) ; Manna (avant 1126) ; Falco miles de Mandeles (XIIe siècle) ; Mandres, Matheus de Mandreis (1204) ; Mandles (avant 1207) ; Magna (1212) ; Mendres (1230) ; De Mandris ad Duas Turres (1330) ; « Mandre aux Deux Tours au Val de Chastenoy » (1444) ; Mandre (1459) ; Mandre aux Trois Tours, senechaulcée de la Mothe (1532) ; Mandres sur Voire (1536) ; Mandres sur Voivre (1575) ; Mandres sur Weire (1576) ; Mandres sur Veire (1594) ; Mandres sur Veirre (XVIe siècle) ; Mandres sur Voire (1656) ; Mondre (XVIIe siècle) ; Mandre sur Vaire (1711) ; Mandre sur Verre (1753) ; Manderæ (1768) ; Mandres-sur-Vair (1779).

Dans un jugement daté du XVIIIe siècle, le village est nommé Mandres sur Vère, on le trouve aussi sous le nom de Mandre sur Ver ou encore Mandre sur Vair.

Pluriel de l'oil mandre « parc à moutons, cabane des bergers, cellule d'ermite ». Le terme Mandres de Mandres sur Vair viendrait du terme mandre voulant dire « monastère ». Le nom du village voudrait signifié « Monastère sur le Vair ».
Le Vair est une rivière française de la région Grand Est qui coule entièrement dans le département des Vosges.

## Histoire
Le village dépendait en partie de la Lorraine et en partie du Barrois, avec un château dans chaque province, d'où l'appellation « Mandres-aux-Vair. Mandres est évoqué en 1179 dans une bulle du pape Alexandre III pour le prieuré de Châtenois. et en 1203 dans un privilège du duc Simon pour le même prieuré.
Le 18 mars 1750, 35 maisons, l'église et les deux châteaux ont été anéantis par un incendie. 
Au spirituel, Norroy-sur-Vair était une annexe de la paroisse de Mandres-sur-Vair, dépendant de la cure de Bulgnéville. 
Un  soldat indien appartenant à l’Indian Labour Corps inhumé au cimetière de la commune,.
La figure emblèmatique de Léon Millot, père de la vigne vosgienne (1847-1917).
Le 8 juillet 1959 un avion de chasse américain s’écrase sur le territoire de la commune. Le pilote est sain et sauf.

## Politique et administration
| Période                                  | Période                       | Identité       | Étiquette | Qualité  |
| ---------------------------------------- | ----------------------------- | -------------- | --------- | -------- |
| Les données manquantes sont à compléter. |                               |                |           |          |
| avant 1981                               | En cours (au 18 février 2015) | Daniel Thiriat | DVD       | Retraité |

### Budget et fiscalité 2022

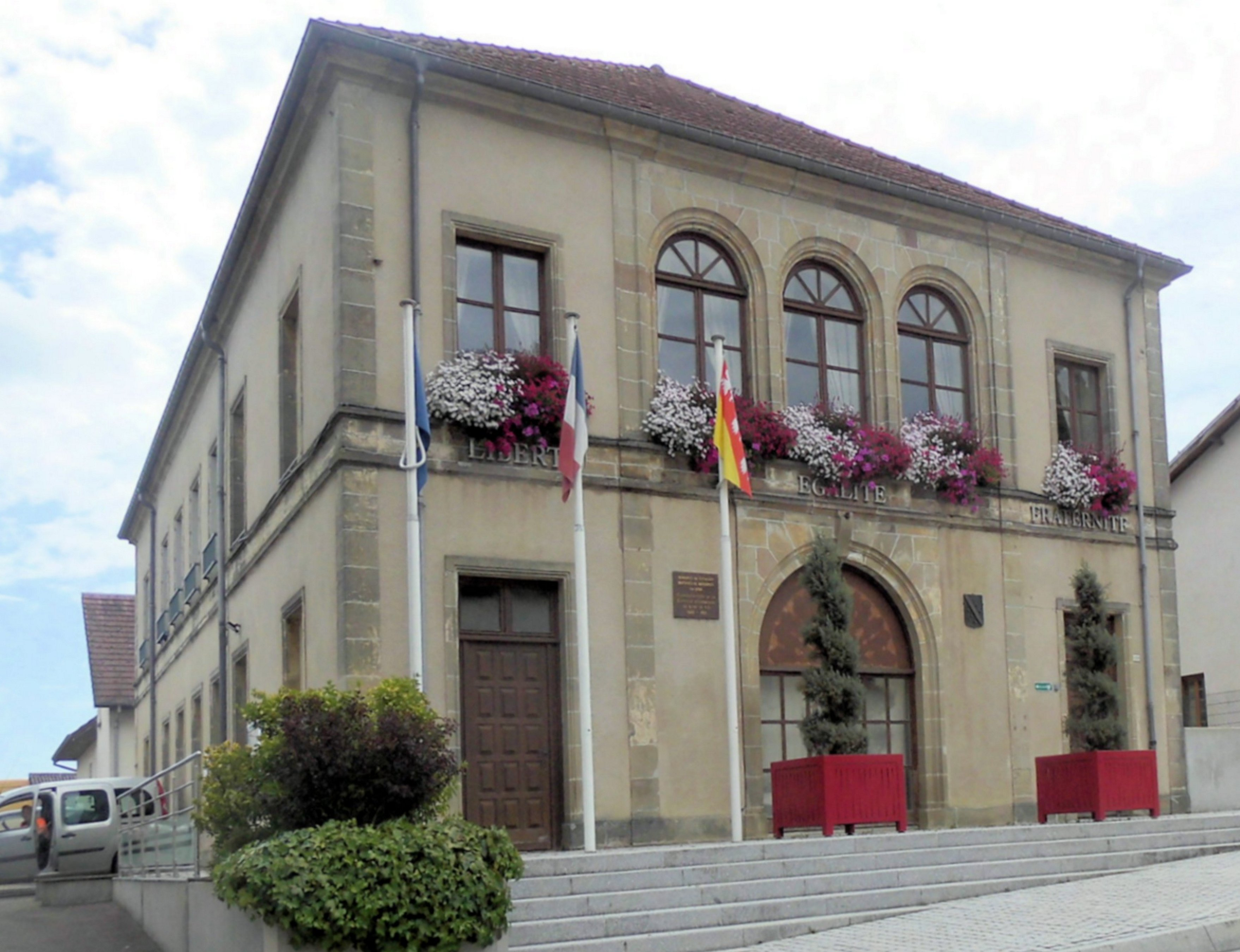
La mairie-école.

En 2022, le budget de la commune était constitué ainsi :
- total des produits de fonctionnement : 391 000 €, soit 687 € par habitant ;
- total des charges de fonctionnement : 229 000 €, soit 402 € par habitant ;
- total des ressources d'investissement : 1 128 000 €, soit 1 983 € par habitant ;
- total des emplois d'investissement : 318 000 €, soit 558 € par habitant ;
- endettement : 1 194 000 €, soit 2 099 € par habitant.

Avec les taux de fiscalité suivants :
- taxe d'habitation : 25,23 % ;
- taxe foncière sur les propriétés bâties : 41,90 % ;
- taxe foncière sur les propriétés non bâties : 29,92 % ;
- taxe additionnelle à la taxe foncière sur les propriétés non bâties : 38,75 % ;
- cotisation foncière des entreprises : 20,47 %.

Chiffres clés Revenus et pauvreté des ménages en 2020 : médiane en 2020 du revenu disponible, par unité de consommation : 22 790 €.

## Population et société

### Démographie

#### Pyramide des âges
L'évolution du nombre d'habitants est connue à travers les recensements de la population effectués dans la commune depuis 1793. Pour les communes de moins de 10 000 habitants, une enquête de recensement portant sur toute la population est réalisée tous les cinq ans, les populations de référence des années intermédiaires étant quant à elles estimées par interpolation ou extrapolation. Pour la commune, le premier recensement exhaustif entrant dans le cadre du nouveau dispositif a été réalisé en 2004.

En 2022, la commune comptait 438 habitants, en évolution de −5,6 % par rapport à 2016 (Vosges : −2,96 %, France hors Mayotte : +2,11 %).
| 1793 | 1800 | 1806 | 1821 | 1831 | 1836 | 1841 | 1846 | 1856 |
| ---- | ---- | ---- | ---- | ---- | ---- | ---- | ---- | ---- |
| 453  | 490  | 507  | 536  | 511  | 524  | 527  | 509  | 389  |

| 1861 | 1866 | 1876 | 1881 | 1886 | 1891 | 1896 | 1901 | 1906 |
| ---- | ---- | ---- | ---- | ---- | ---- | ---- | ---- | ---- |
| 426  | 425  | 431  | 411  | 382  | 378  | 335  | 304  | 278  |

| 1911 | 1921 | 1926 | 1931 | 1936 | 1946 | 1954 | 1962 | 1968 |
| ---- | ---- | ---- | ---- | ---- | ---- | ---- | ---- | ---- |
| 271  | 222  | 224  | 234  | 241  | 215  | 271  | 310  | 289  |

| 1975 | 1982 | 1990 | 1999 | 2004 | 2006 | 2009 | 2014 | 2019 |
| ---- | ---- | ---- | ---- | ---- | ---- | ---- | ---- | ---- |
| 287  | 361  | 324  | 329  | 299  | 301  | 367  | 453  | 440  |

| 2022 | - | - | - | - | - | - | - | - |
| ---- | - | - | - | - | - | - | - | - |
| 438  | - | - | - | - | - | - | - | - |

### Enseignement
Établissements d'enseignements :
- Écoles maternelles et primaires dans la commune.
- Le collège-lycée privé Bienheureux-Frassati a ouvert ses portes à la rentrée 2007[41]. Il doit son nom à Pier Giorgio Frassati et est installé dans les murs de l'ancien château, rue Monseigneur-Rodhain[42].
- Lycées à Mandres-sur-Vair, Contrexéville.

### Santé
Professionnels et établissements de santé :
- Médecins à Contrexéville, Vittel, Bulgnéville, Châtenois.
- Pharmacies à Contrexéville, Vittel, Bulgnéville, Châtenois.
- Hôpitaux à Vittel, Lamarche, Mattaincourt, Mirecourt.
- Maison de retraite du Groupe SOS Seniors d'une capacité de 56 résidents[44].

### Cultes
- Culte catholique, Paroisse Saint-Basle-de-la-Plaine[45], Diocèse de Saint-Dié.

### Animations, activités diverses
- Projet de construction d'une salle multi-activités intergénérationnelle, bâtiment de 520 m2 dont les murs porteurs et les caissons de toiture en bois sont isolés en paille[46].
- Associations diverses : Foyer rural et familial, Association des Parents d'élève du RPI du Vair[47], « Frassati », « Les Écureuils », « Aimer, Éduquer, Grandir (A.E.G.), « Les Jardinier de la terre », « Société de chasse »[48].

## Économie

### Entreprises et commerces

#### Agriculture
- Élevage de vaches laitières.
- Élevage d'autres animaux.
- Culture de légumes, de melons, de racines et de tubercules.
- Maraîcher biologique[49].

#### Tourisme
- Hôtels-restaurants à Contrexéville.

#### Commerces
- Commerces et services à Vittel, Contrexéville, Saint-Remimont.

## Culture locale et patrimoine

### Lieux et monuments

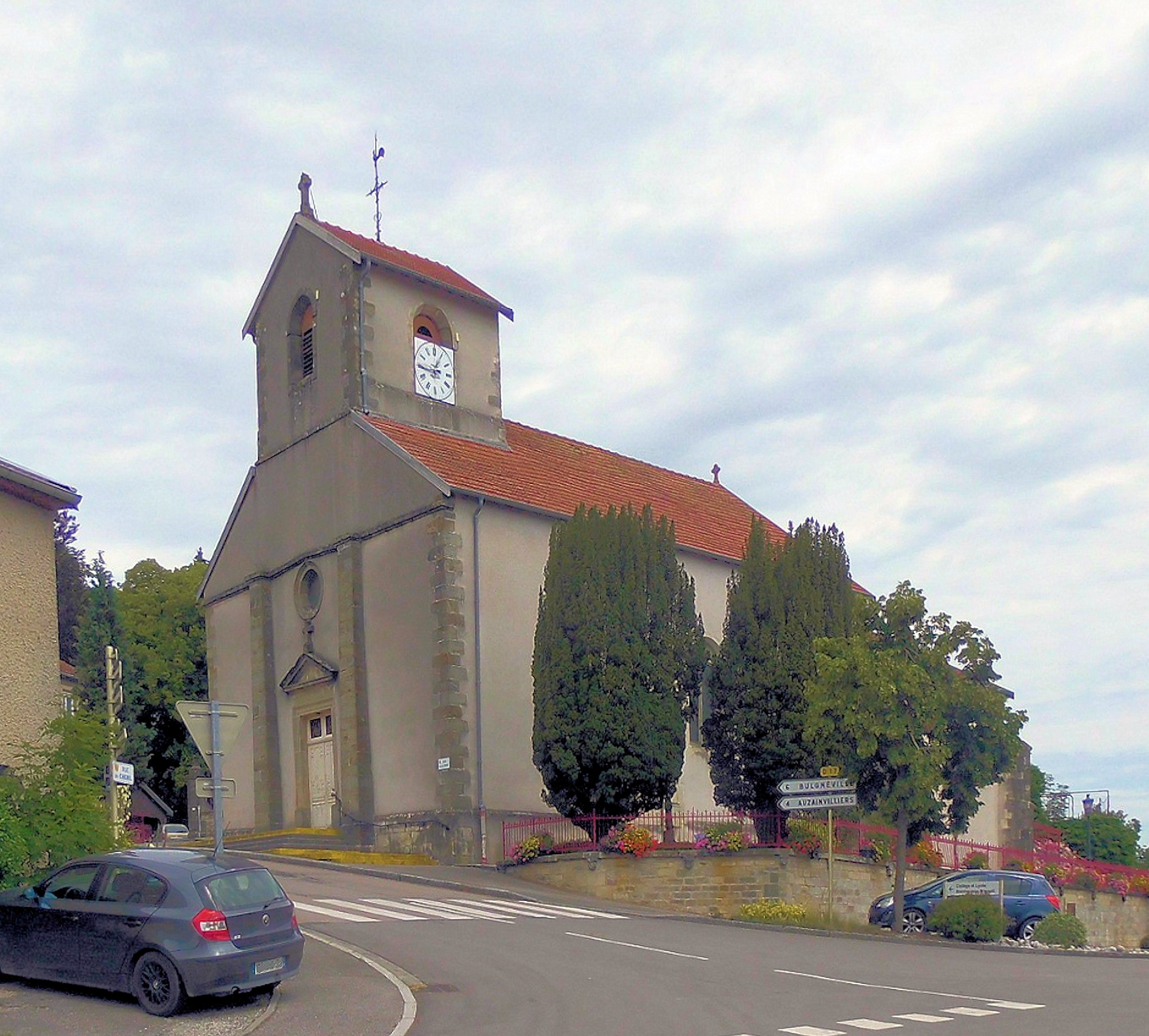
L'église Saint-Maurice.

Monument Léon Millot (1955).

- Église Saint-Maurice[50],[51],[52],[53],

avec un tabernacle et des reliquaires en bois doré (provenant de l'abbaye Notre-Dame-de-l'Assomption de Flabémont, XVIIIe siècle),
une statue de Jeanne d'Arc,
et une statue d'une Vierge de Pitié (XVIe siècle) classée au titre des objets mobiliers le 09 octobre 1961,,.
- Chapelle Belle-Croix de 1583[58],[59],[60].

Calvaire (qui était composé de 4 statuettes) et l'antique vierge (la statue de la Vierge, placée dans la niche fermée par une grille en fer forgé, a disparu).
- Chapelle des ossements.
- Ancien château de Mandres-sur-Vair (Maison forte)[63].
- Monument commémoratif Léon Millot en granit des Vosges, avec une plaque en bronze signée de Henri Guingot. Inauguration officielle le 23 janvier 1955[64],[65].
- Monument aux morts[66] : Conflits commémorés : Guerres 1914-1918 - 1939-1945[67].
- Jardin des couleurs[68].

### Personnalités liées à la commune
- Louis-François de Civalart (1733-1805) chevalier, baron et seigneur d'Happoncourt, de Moncel et de Mandres-sur-Vair.
- Léon Millot (1847-1917) : père de la vigne vosgienne, maire de Mandres sur Vair (16 mai 1901) ; conseiller d'arrondissement ; président du conseil d'arrondissement de Neufchâteau.
- Delphine Arnould, auteure Lorraine née en Haute Marne, professeure - directrice d'école et journaliste indépendante[69]. Depuis 1986, les Foyers Ruraux des Vosges et la commune de Mandres-sur-Vair organisent le prix littéraire « La Plume de Vair »[70],[71],[72].
- Henri Guingot né le 21 juin 1897 à Nancy et mort le 25 avril 1952 à Épinal, est un dessinateur et sculpteur Lorrain devenu conservateur des musées des  Vosges. En 1939, il reçoit  la commande d'une plaque de bronze destinée au monument à la mémoire de Léon Millot, père de la vigne vosgienne.

### Héraldique
| Blason de Mandres-sur-Vair | Blason  | D'or à la cotice d'azur côtoyée de sept billettes du même posées et rangées en bande, trois en chef, quatre en pointe, 3 et 1,                         |
| Blason de Mandres-sur-Vair | Détails | Ce sont les armes des seigneurs de Mandres d’ancienne chevalerie. la commune utilise de fait ce blason qui figure en 04 2021 sur le site de la commune |

## Pour approfondir